# Hilda Borgström
Greta Almroth (ur. 13 października 1871, zm. 2 stycznia 1953) – szwedzka aktorka występująca w filmach niemych.

## Wybrana filmografia
- Ett hemligt giftermål (1912)
- Lady Marions sommarflirt (1913)
- Dömen icke (1914)
- Furman śmierci (1921)
- Płonąca żagiew (1942)
- Skandal (1944)